# 椎木樹人
椎木 樹人（しいき みきひと、1985年8月30日 - ）は、日本の俳優。福岡の劇団「万能グローブ　ガラパゴスダイナモス」主宰。福岡若手演劇協会代表理事。スリーオクロック所属。身長178cm。B型。

## 略歴
山口県下関市生まれ。父が転勤族だったため東京、岡山などへ引越し、8歳から福岡へ定住。福岡大学附属大濠高等学校入学後すぐに演劇部に入部し、演劇の世界へ入る。
2001年10月21日、福岡県高校演劇大会、福岡東地区大会にて初舞台。その時の演目『丘の上から』は小山田壮平（元andymori、現AL）作、演出。地区大会を突破し県大会に進出。
2004年6月、演劇部の先輩の川口大樹、後輩の松野尾亮らを誘い万能グローブガラパゴスダイナモスを結成。2005年3月に第0回公演『ザ・グラマーボーイズ』（作・演出、川口大樹）を行い、同年6月に『ガラパゴスダイナモス』（作・演出、松野尾亮）で劇団旗揚げ。旗揚げ後すべての公演に出演。
2016年10月により福岡の若い表現者のレベルを上げるため、表現者に活動・活躍の場を作るため、表現者が表現を生かした仕事を獲得するため、そして、福岡演劇がより一層盛り上がるために、様々なアプローチから仕掛けを起こす 『表現者の作る、表現者のための、表現者視点による、表現者組織』 として「福岡若手演劇協会」を立ち上げ代表理事を務めている。

## 人物・エピソード
- 趣味はプロレス鑑賞、特技はバスケットボール。[3]
- 無類のカエル好きとして知られており、誕生日にはカエルグッズが集まってくる。カエル好きが高じて劇団員の竹内元一と『カエル軍団』という音楽ユニットを結成している。[4]
- 2007年9月KBCテレビ『アサデス　KBC』の新人リポーターオーディションに合格、出演。その後同局の『気ままにLB』にリポーターとしてレギュラー出演。
- テレビ出演時のキャッチフレーズは「やるき・げんき・しいき！」
- あだ名は苗字のまま「椎木」と呼ばれることが多い。たまに「ミッキー」と呼ぶ人もいる。[5]
- 2017年4月よりテレビ西日本『ももち浜ストア』のキャスターとして月〜金曜日レギュラー出演。番組冒頭コーナー、『朝刊ココ見て』コーナーを担当。2020年3月をもって同番組卒業。[6]
- 2021年4月よりFM佐賀『CHANGE』（16：00～18：55）の水曜パーソナリティーとして出演中。

## 活動概要

### 舞台

#### 『万能グローブガラパゴスダイナモス』公演
- 第0回公演「ザ・グラマーボーイズ」（2005年3月、甘棠館show劇場）-村田役
- 旗揚げ公演「ガラパゴスダイナモス」（2005年6月、ぽんプラザホール）-瀬戸役
- 第2回公演「レモン・サイダー・バカンス　木下登編/リコシェ編」（2005年11月、ぽんプラザホール）-積瀬（木下登編）、諸見里（リコシェ編）役
- 第3回公演「暴投タワリッシ」（2006年6月、ぽんプラザホール）
- レッツSAGA演劇大作戦「レモン・サイダー・バカンス　リコシェ編」（2006年5月、エスプラッツホール）-諸見里役
- 第4回公演「インディゴブルーの本当」（佐賀公演2006年12月　STAGEMARO、福岡公演2007年2月　甘棠館show劇場）-ハクホウ役
- 久留米演劇祭「モーター・サイクル・BGM」（2007年8月、石橋文化センター）
- 第5回公演「よれた僕らの水平思考」（2007年5月-6月、ぽんプラザホール）-青山役
- 第6回公演「惑星クレイジー」（2007年12月、甘棠館show劇場）-ソメヤ役
- 第7回公演「ひとんちで騒ぐな」（2008年10月、ぽんプラザホール）-権藤役
- 第8回公演「ボスがイエスマン」（2009年3月、ぽんプラザホール）-小出役
- 5周年記念公演「馬鹿野郎そこは掘るな！」（2009年10月、甘棠館show劇場）-ショウゴ役
- 札幌福岡演劇交流プロジェクトMeets!2009 脚本共作公演「鍋のナカ」（2010年3月、福岡公演　ぽんプラザホール、札幌公演　生活支援型文化施設コンカリーニョ、劇団yhsと脚本共作）-
- 第10回公演「すごくいいバカンス」（2010年5月、イムズホール）-堤役[7]
- 第11回公演「ひとんちで騒ぐな」（2010年12月、福岡公演　ぽんプラザホール、東京公演　こまばアゴラ劇場）-権藤役
- 第12回公演「グンナイ」（2011年5月、イムズホール）-井出役[8]
- 番外公演「おわせてくれよ！」（2012年1月、ぽんプラザホール）-松本ロックンヒロシ/松本タカシ役
- ガラ博（2012年7月、甘棠館show劇場）
  - 「たんぐる」作・演出
  - 「仏の顔も三度まで」出演
- 第13回公演「この中に裏切り者がいますよ」（福岡公演2012年10月、ぽんプラザホール、大阪公演2012年11月、in→dependent theatre 2nd、宮崎公演2012年11月、メディキット県民文化センター）-ツクネ役
- 第14回公演「星降る夜になったら」（2013年5月、イムズホール）-ソメヤ役[9]
- 第15回公演　ガラパ年越しツアー2013「ナイスコントロール」（福岡公演2013年11月　ぽんプラザホール、東京公演2013年12月　こまばアゴラ劇場、宮崎公演2014年1月　三股町立文化会館）-乾役
- 第16回公演　ガラパコレクションvol.1「レモンサイダーバカンス」（2014年5月、博多リバレインホール）-諸見里役
- 第17回公演　ガラパコレクションvol.2「よれた僕らの水平思考」（2014年6月、ぽんプラザホール）
- 第18回公演　ガラパコレクションvol.3「馬鹿やろう、そこは掘るな」（2014年8月-9月、甘棠館show劇場）
- 第19回公演　ガラパコレクションvol.4「ボスがイエスマン」（福岡公演2014年11月　大野城まどかぴあ、東京公演12月11日〜12月14日　王子小劇場）
- 第20回公演　万能グローブガラパゴスダイナモス10周年記念公演「ひとんちでさよなら」（2015年6月、イムズホール）
- 第21回公演　ビバ！10周年冬休み返上ツアー「西のメリーゴーランド」（福岡公演2015年12月　ぽんプラザホール、大阪公演2015年12月　in→dependent theatre 2nd、東京公演2016年1月　下北沢駅前劇場）
- 第22回公演「月ろけっと」〜熊本・福岡・東京・宮崎4都市ツアー〜（熊本公演2016年12月　熊本市男女企画センターあもにい、福岡公演2016年12月　ぽんプラザホール、東京公演2017年1月　下北沢駅前劇場、宮崎公演2017年1月　三股町立文化会館）
- 第23回公演「星降る夜になったら」（2017年5月3日、キャナルシティ劇場）
- 第24回公演　イムズパフォーミングシリーズ2017 vol.3　ガラパ冬の3都市ツアー「ハダシの足」（2017年11月15日-19日 イムズホール、11月24日-26日 in→dependent theater 2nd、12月27日-30日 下北沢駅前劇場）
- 第25回公演　～平成駆け抜けツアー～「溺れるクジラ」（2019年2月1日-3日 イムズホール、2月8日-10日 in→dependent theatre 2nd、2月14日-18日 下北沢駅前劇場）
- 15周年記念プロジェクト第1弾　イムズ芝居 2019 vol.4「ナイス・コントロール」（2019年7月3日-7日 イムズホール）
- 第26回公演　15周年記念プロジェクト第2弾　福北縦断ツアー「甘い手」（2020年1月29日-2月2日 下北沢駅前劇場、2月12日-16日 福岡市美術館ミュージアムホール）

#### 演劇ユニット『生前葬』公演
- 遺作その1「笑って！タナトスくん」（2013年1月、東京公演　絵空箱、福岡公演　ぽんプラザホール）

#### 外部出演
- E-1グランプリ2003-04九州大会「タイタニック」（九州大会2004年5月、ぽんプラザホール、決勝大会2004年7月、西鉄ホール）-劇団どデブ名義
- 制作集団アントンクルー第6回公演「〜TENJINKI〜」（2004年11月、NTT夢天神ホール）-醍醐天皇役
- 非・売れ線系ビーナス第4回公演「千鳥ヶ池」（2004年6月、ぽんプラザホール）-伊織/高遠役
- E-1グランプリ番外編 非・売れ線系ビーナス×万能グローブガラパゴスダイナモス「況わんや、百年振りの粗探し」（2005年4月、西鉄ホール）-ひとつ上野男
- ボルカニック シチュエーション オーケストラVOL.1「扇の的」（2005年4月、アクロス福岡 円形ホール）
- IMS SUMMER FESTA 2005 SPECIAL「東京物語」（2005年7月、イムズホール）
- E-1グランプリ2005-06九州決勝大会「アームストロング・コンプレックス」（2006年1月、西鉄ホール）-劇団どデブ名義[10]
- 北九州芸術劇場リーディングセッションVol.6「近代能楽集　班女」（2006年8月、北九州芸術劇場 小劇場、演出：鐘下辰男）-吉雄役
- シアターラボ2006「Re:Reset」（2006年2月、北九州芸術劇場 小劇場）-一樹役
- 藍色りすと「デコラヴ。」（2006年5月、西鉄ホール）-井ノ口良平役
- 2007福岡舞台芸術シリーズ「遠州の葬儀屋」（2007年9月、ぽんプラザホール、作：土田英生）
- 北九州芸術劇場プロデュース「青春の門　放浪篇」（北九州公演2008年3月、北九州芸術劇場 小劇場、東京公演2008年3月、あうるすぽっと、原作：五木寛之、演出：鐘下辰男）-伊吹信介役[11]
- 北九州芸術劇場リーディングセッションVol.11「伝染病」（2008年4月、北九州芸術劇場 小劇場、演出：本谷有希子）-救い主役
- 劇団太陽族「往くも還るも」（2008年8月、大阪公演　AI・HALL、福岡公演　西鉄ホール、三重公演　三重県文化会館、作・演出：岩崎正裕）-田代恭介役
- 劇団爆走蝸牛 第3回公演「兄弟船」（2009年4月、湾岸劇場 博多扇貝、作：岩井秀人）-山田役
- 北九州芸術劇場リーディングセッションVol.15「番長皿屋敷」（2009年11月、北九州芸術劇場 小劇場、演出：加納幸和
- 神戸アートビレッジセンタープロデュース 劇団太陽族「往くも還るも」（2010年1月、神戸アートビレッジセンターKAVホール、作・演出：岩崎正裕）
- 甘棠館show劇場設立10周年記念公演 劇団ショーマンシップmeetsネクストジェネレーション「アームストロング・コンプレックス」（2010年7月、甘棠館show劇場）
- 北九州芸術劇場リーディングセッションVol.16「オーバーペイ症候群について」（2010年9月、北九州芸術劇場 小劇場、演出：岩井秀人）-岩井役
- 犬と串 case.6「愛・王子博」（2011年7月27日〜31日、王子小劇場）
- のこされ劇場≡「ア・ミッドサマー・ナイツ・ドリーマー」（2011年12月、ユメニティのおがた 小ホール）
- 「演劇・時空の旅」シリーズ＃4「フォルスタッフ/ウィンザーの陽気な女房たち」（2012年2月、宮崎公演、メディキット県民文化センター、三股公演、三股町文化会館、原作：ウィリアム・シェイクスピア、構成・演出：永山智行）-フォルスタッフ役
- Fukuoka in Asia 舞台芸術創造発信プロジェクト 子どもとおとなのための舞台芸術「走れメロス」（2012年3月、パピオビールーム、原作：太宰治、演出：山田恵理香）
- グレコローマンスタイル「黄昏のジャーマン・スープレックス・ホールド」（2012年6月、西鉄ホール）-穣役
- のこされ劇場≡「紙風船」（2012年9月、アイアンシアター）
- 北九州芸術劇場リーディングセッションVol.21「≪不思議の国のアリスの≫帽子屋さんのお茶の会」（2013年2月、北九州芸術劇場 小劇場、演出：近藤良平）
- INDEPENDENT:FUK 13「ヴァニシングポイント」（2013年8月、FUCA BASE、脚本・演出：竹内元一、原作：奥山貴宏）-一人芝居[12]
- INDEPENDENT:13 「ヴァニシングポイント」（2013年11月、in→dependent theatre 2nd、脚本・演出：竹内元一、原作：奥山貴宏、同年8月の「INDEPENDENT:FUK 13」より選出）-一人芝居
- 犬と串 case.11「プラトニック・ギャグ」（2013年12月25日〜29日、下北沢駅前劇場）
- 北九州芸術劇場プロデュース「彼の地」（北九州公演2014年2月、北九州芸術劇場 小劇場、東京公演2014年3月、あうるすぽっと、作・演出：桑原裕子）[13]
- 北九州芸術劇場プロデュース「帽子屋さんのお茶の会」（北九州公演2014年10月、北九州芸術劇場 中劇場、東京公演2015年3月、あうるすぽっと、演出：近藤良平）[14]
- 不思議少年第8回演劇公演「水と油」（2015年2月、北九州芸術劇場 小劇場、作・演出 大迫旭洋）
- 犬と串 case.14「ハワイ」（2015年8月、ゴールデン街劇場）
- 北九州芸術劇場プロデュース「彼の地」（北九州公演2016年2月、北九州芸術劇場 小劇場、東京公演2016年2月、あうるすぽっと、作・演出：桑原裕子）[15]
- 劇団ZIG.ZAG.BITE第2回公演「チクリトアオイ」（2016年7月、湾岸劇場博多扇貝）-ミネタ役
- まどかぴあ舞台創造プログラム　プロデュース公演「浮足町アンダーグラウンド」（福岡公演2016年9月、大野城まどかぴあ大ホール、八代公演2016年9月、八代市厚生会館、宮崎公演2016年9月、メディキット県民文化センター（宮崎県立芸術劇場）演劇ホール、作・演出：内藤裕敬、中島かずき作「浮足町アンダーグラウンド」より）[16]
- 北九州芸術劇場プロデュース「しなやか見渡す穴は森は雨」（北九州公演2017年2月-3月、北九州芸術劇場 小劇場、東京公演2017年3月、あうるすぽっと、作・演出：ノゾエ征爾）[17]
- インプロカンパニーPlatform第23回公演「オリニフレテ。」（2023年5月、JOYJOY THEATRE）-アマンダ（阿万田勇）役
- 繁盛店にはわけがある（2023年12月、ぽんプラザホール、作・演出：川口大樹）[18]

### テレビ出演
- KBCテレビ『アサデス　KBC』(2007年9月〜2008年2月、番組リポーターとして出演）
- KBCテレビ『アサデス　九州・山口』(2008年1月〜2009年10月、番組内法律クイズコーナー「法〜納得　暮らしの力」出演）
- FBS福岡放送 ドラマ『産業医　工藤なごみ』（2009年3月21日放送、産業医科大学開学30周年記念特別番組）
- KBCテレビ『気ままにLB』(2009年11月〜2012年3月、番組リポーターとして出演）
- NHK福岡放送局　福岡発地域ドラマ『いとの森の家』（2016年2月放送）
- KBC九州朝日放送　ドラマ『人生のメソッド〜大賀屋薬局編〜』（2016年10月7日、14日、21日放送、監督・脚本・主演：三天屋多嘉雄）[19]
- テレビ西日本『ももち浜ストア』（2017年4月〜2020年3月、キャスターとして月〜金曜日レギュラー出演）

### CM出演
- 穴吹工務店（2008年7月〜）
- TKUテレビ熊本開局40周年記念CM（2009年）
- 福岡パルコ「PARCOみんなの宣伝部」（2010年8月〜2011年3月、監督・江口カン、福岡パルコオープン時CM）-新入社員・青木役[20]

### 映画出演
- sleeping-rachael「バーバーライノ」（2006年4月上映、監督：高崎哲治、ひろしま映画展2007　グランプリ・企画脚本賞受賞作）[21]
- TRAVEL HIGH 「movie jam　#3ゴールドスピン」（初回上映2007年4月、監督・脚本：下本地崇）[22]
- ラーメン侍（2011年10月公開、監督：瀬木直貴、原作：香月均）
- タタミゼ「World's end Picnic」（2013年12月上映、監督：高崎哲治）
- ＃ハンド全力（2020年7月31日公開、監督：松居大悟） - 担任ガッツ 役

### ラジオ出演
- FM佐賀『市村清からのメッセージ～いま心に刻む13の言葉～』（2021年3月）-市村清役
- FM佐賀『CHANGE』（2021年4月～、水曜パーソナリティー）